# Aias (Sophokles)

Vorbereitung des Aias zum Suizid

Aias (auch Ajax oder Rasender Ajax, griechisch Αἴας) ist eine Tragödie des antiken griechischen Dichters Sophokles.
Nachdem Achilleus im Trojanischen Krieg gefallen ist, sprechen die Heerführer dessen Waffen nicht Aias, der ein vertrauter Kampfgefährte des Gefallenen war, sondern Odysseus zu. Aias will sich dafür rächen und die griechischen Heerführer töten. Er wird von Athene jedoch mit Wahnsinn geschlagen und tötet daraufhin einige Herdentiere, die er für die Heerführer hält. Als der Wahnsinn schwindet, erkennt er die Schande seiner eigenen Handlung und stürzt sich in sein Schwert.
Das genaue Datum der Erstaufführung ist unbekannt. Die Forschung geht von der Mitte des fünften Jahrhunderts vor Christus aus. Dramaturgie, Stil sowie historische Andeutungen im Stück machen eine Uraufführung im Jahr 449 v. Chr. plausibel. Die Aufführung fand aber sicher im Rahmen eines Tragödien-Agons während der städtischen Dionysien statt. Welche weiteren Stücke Bestandteil der Tetralogie waren und welchen Platz Sophokles belegte, ist nicht überliefert.

## Inhalt

### Vorszene
Odysseus sucht Spuren zur Bestätigung des Gerüchts, Aias habe das Herdenvieh hingemetzelt. Athena (für Odysseus unsichtbar) wendet sich an ihn und erklärt, dass sie Aias die Tat habe ausführen lassen, um zu verhindern, dass Aias Odysseus und die anderen Heerführer Agamemnon und Menelaos töte. Sie befiehlt Aias sich zu zeigen – in seinem bejammernswerten Zustand eine Lehre für Odysseus.

### Einzugslied des Chors
Der Chor bekundet seine Verbundenheit mit Aias: Freude bei seinem Glück, Furcht bei seinem Unglück.

### Erste Hauptszene
Tekmessa berichtet die Tat des Aias seinen salaminischen Gefolgsleuten, dem Chor. Aias, wieder zur Besinnung gekommen, erkennt, dass er völlig entehrt ist, den Göttern verhasst und verabscheut vom Heer. Noch immer wünscht er, die Heerführer zu töten, um anschließend selbst zu sterben: „Der Edle lebt in Ehren oder geht in Ehren ab.“ Tekmessa fleht um Mitleid für sie, ihren gemeinsamen Sohn und seine Eltern, denn ihr und dem Kind wäre nach seinem Tod das Sklavenlos bestimmt. Entschlossen zu sterben, nimmt Aias Abschied von seinem Sohn, bestimmt Teukros zum Erzieher des Kindes und verfügt über seine Waffen. Er verschließt sich dem Flehen seiner Frau und seiner Landsleute, sich nichts anzutun.

### Erstes Standlied des Chors
Dem Glück in der Heimat Salamis stellt der Chor Aias Unglück vor Troja gegenüber.

### Zweite Hauptszene
Aias täuscht in einer Trugrede Mitleid mit Frau und Kind und Einsicht in die Gewalt der Götter und der Heerführer vor. Er begibt sich zum Opfern.

### Zweites Standlied des Chors
In einem Jubellied besingt der Chor Aias scheinbaren Sinneswandel.

### Dritte Hauptszene
Ein Bote berichtet über die Rückkehr des Teukros und die Weissagung des Sehers Kalchas, dass Aias sterben muss, wenn er das Zelt verlässt.

### Vorszene
Aias befestigt sein Schwert in der Erde und fleht die Götter um Erfüllung seiner letzten Wünsche an.

### Zweites Einzugslied des Chors
Der Chor und Tekmessa suchen den gefährdeten Aias. Tekmessa findet ihn durchs eigene Schwert getötet. Von Aias allein gelassen, fühlen sie sich dem Hohn seiner Feinde ausgesetzt, trotz der Gewissheit, dass Aias das Opfer der Götter – nicht seiner Feinde – ist.

### Vierte Hauptszene
Teukros beklagt den Tod seines Bruders, denn damit ist ihm die Verbannung aus Salamis gewiss. Während Teukros sich daran macht, seinen Bruder zu bestatten, tritt Menelaos auf, um dies zu verbieten. In hartem Wortgefecht weisen sie sich gegenseitig in die Schranken ihres Rechts, wobei der Chor beider Seiten Argumente als berechtigt, den Streit aber als unangemessen kommentiert.

### Drittes Standlied des Chors
Führerlos verzagen die Salaminischen Landsleute des Aias und sehnen sich zurück in ihre Heimat.

### Schlussszene
Agamemnon streitet in gleicher Weise wie sein Bruder Menelaos mit Teukros um die Bestattung des Aias. Odysseus setzt sich für die Ehrung und Bestattung des Toten ein. Seine Bereitschaft zur Mithilfe lehnt Teukros in der Sorge, dem Toten damit keinen Gefallen zu tun, ab.

## Neuere Interpretationen
Wolfgang Schadewaldt begreift die Handlung der Tragödie als einen Prozess, in dem der in seiner Ehre zerstörte Aias in zwei Stufen, zum einen durch den Freitod und zum anderen durch die Bestattung, wiederhergestellt wird.
Eilhard Schlesinger beschreibt das Geschehen in Anlehnung an die Zeilen „denk: es erhält sich der Held, selbst der Untergang war ihm / nur ein Vorwand, zu sein: seine letzte Geburt“ aus Rainer Maria Rilkes Duineser Elegien als „Erhaltung im Untergang“.
Arata Takeda sieht in Aias’ Suizid eine antike Vorform des Selbstmordattentats, da Aias’ Tod die Voraussetzung dafür bildet, dass die Erinnyen auf den Plan gerufen werden, um Agamemnon und Menelaos dahinzuraffen.

## Adaptionen
Während Sophokles’ Aias in der Antike zu den mustergültigen Tragödien dieses Autors gezählt wurde, wurde sie in Kunst, Musik und Literatur der Neuzeit nicht in dem Ausmaß wie etwa die Antigone oder König Ödipus rezipiert. Aias-Opern und Schauspielmusiken des 18. und 19. Jahrhunderts sind heute in Vergessenheit geraten. Weitere dramatische Adaptionen sind unter anderem:
- Ugo Foscolo (1811)
- Fritz Pichler (1887)
- I. I. C. Donner (Übersetzer)
- Hartmut Lange (1974), Ermordung des Aias oder ein Diskurs über das Holzhacken.
- Peter Sellars (1984)

## Belege
1. ↑  Vgl. Hellmut Flashar: Sophokles. C.H. Beck, München 2000, S. 43.
2. ↑  Vgl. Wolfgang Schadewaldt: Die griechische Tragödie. Tübinger Vorlesungen, Band 4. Frankfurt a. M. 1991, S. 213.
3. ↑  Eilhard Schlesinger: Sophokles’ „Aias“ als ‚pathetische‘ Tragödie. In: Poetica, 3, 1970, S. 359–387.
4. ↑  Arata Takeda: Ästhetik der Selbstzerstörung. Selbstmordattentäter in der abendländischen Literatur. München 2010, S. 105–112.
5. ↑  Vgl. Hellmut Flashar: Sophokles. C. H. Beck, München 2000, S. 57.